# Mnich Małołącki
Mnich Małołącki (ok. 1600 m) – najbardziej na zachód wysunięta turnia w grupie Mnichowych Turni w Dolinie Małej Łąki w polskich Tatrach Zachodnich. Jej zachodnie ściany opadają do Niżniej Świstówki, zaś północne do żlebu opadającego spod Kondrackiej Przełęczy. Na południe opada ściankami do Żlebu Poszukiwaczy Jaskiń, we wschodnim kierunku poprzez Mnichowy Przechód łączy się z wyższą częścią Mnichowej Grani.

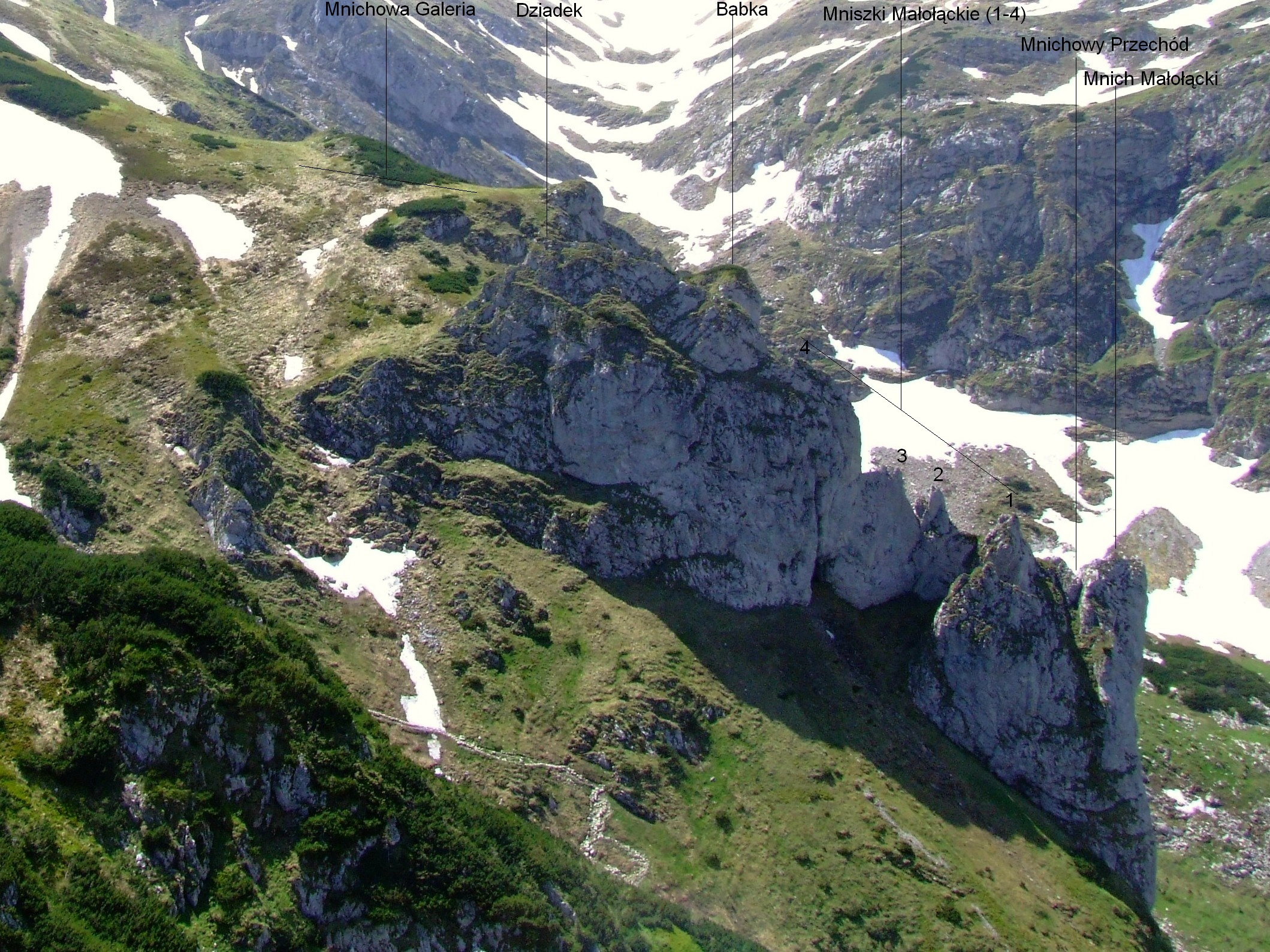
Widok od północnej strony na Mnichowe Turnie

Mnich Małołącki, lub po prostu Mnich, jest jedną z trzech turni, których nazwy pochodzą jeszcze z lat międzywojennych i dawniejszych (pozostałe to Dziadek i Babka). Nazw tych używali pasterze dawniej wypasający na hali Mała Łąka.
Mnich Małołącki, podobnie jak wszystkie pozostałe Mnichowe Turnie, zbudowany jest ze skał węglanowych. Mimo że jest najniższą z Mnichowych Turni, jest turnią wybitną. Łatwo dostępny jest tylko z Mnichowego Przechodu. Jego zachodnia ściana natomiast ma wysokość około 130 m i w jej górnej części znajduje się przewieszony filar. Do 1982 wolno było się tutaj wspinać, przewieszenie to nie zostało jednak pokonane, poprowadzone drogi wspinaczkowe omijają przewieszony filar. Pierwsze przejście (lewą częścią zachodniej ściany): Andrzej Mróz, Jerzy Potocki i Maciej Włodek 28 i 30 maja 1965 w czasie 40 godzin. Później poprowadzono jeszcze trzy inne drogi wspinaczkowe: skrajem zachodniej ściany, prawą częścią zachodniej ściany oraz „Pomarańczową Rysą”. Wszystkie te drogi opisuje Władysław Cywiński w 2. tomie przewodnika Tatry.
Po lewej stronie (patrząc od dołu) filara Mnicha Małołąckiego znajduje się Zacięcie Mroza, niżej zamieniające się w rysę, a u samego dołu w wąski komin („Pomarańczowa Rysa”). Po prawej stronie filaru natomiast znajdują się dwa tarasy; jeden na wysokości około 30 m, drugi ponad 90 m. Na pierwszy taras łatwo można wyjść od południowej strony, drugi daje możliwość łatwego wycofania się ze ściany.